# Стратократия
Стратокра́тия (от греч. στρατός «армия, войско» + κράτος «господство, власть») — одна из форм правительства во главе с военачальниками. 
Это не то же самое, что и военная диктатура, где политическая власть военных основана на принуждении или даже поддерживается законами. Напротив, стратократия — это форма военного правительства, в котором государство, армия, флот и авиация традиционно есть одно и то же, и в котором государственные должности обычно занимают военачальники. Политическая власть военных поддерживается законом и обществом. По существу, стратократия не является автократией по своей природе для того, чтобы сохранить своё право на власть в обществе, стране и государстве.

## История
Термин «стратократия» некоторыми использовался для описания структуры поздней древних Римской республики и ранней империи, где не существовало различия между военными и гражданскими должностями и где назначение на государственные должности требовало продвижения в военной службе, так как все граждане, были обязаны нести военную службу.
Пример стратократии представляла собой Японская империя периода милитаризма, в ходе которого правящими государственными институтами де-факто являлись Императорская армия и Императорский флот.
В современном мире близок к стратократии Государственный совет мира и развития в Мьянме, правивший с 1988 года по 2011 год. В Мьянме власть военных обеспечивалась не только силой оружия, но и законом: в частности, согласно действовавшей с 2008 года в Мьянме новой конституции, 25 % мест в парламенте было зарезервировано для военнослужащих.